# Martin Scholl
Martin Scholl (* 29. Dezember 1898 in Kattowitz; † 31. Januar 1945 in Auras an der Oder) war ein deutscher römisch-katholischer Geistlicher und Märtyrer.

## Leben
Martin Scholl studierte Theologie und wurde am 17. März 1923 in Breslau zum Priester geweiht. Die Stationen seines Wirkens waren: Kaplan in Groß-Wartenberg, ab 1926 in Wohlau, ab 1929 an St. Heinrich in Breslau und ab April 1933 Pfarrer in Auras an der Oder (nordwestlich Breslau).
Am 19. Mai 1941 wurde er wegen Verbreitung defätistischer Flugblätter (auf der Basis des Heimtückegesetzes) verhaftet und am 1. Juni 1942 vom Sondergericht Breslau zu 15 Monaten Gefängnis verurteilt. Am 18. August 1942 kam er frei und kehrte vollständig abgemagert in seine Pfarrei zurück.
Als Anfang 1945 die Rote Armee anrückte und Auras im Januar geräumt wurde, blieb er zur Betreuung der nicht transportfähigen Alten und Kranken im Ort. Dort wurde er am 31. Januar 1945 von einem russischen Soldaten erschossen. Er war 46 Jahre alt.

## Gedenken
Die Römisch-katholische Kirche in Deutschland hat Martin Scholl als Märtyrer aus der Zeit des Nationalsozialismus im Jahr 1999 in das deutsche Martyrologium des 20. Jahrhunderts aufgenommen.